# Leptoscyphus patagonicus
Leptoscyphus patagonicus là một loài rêu tản trong họ Geocalycaceae. Loài này được (Stephani) Grolle miêu tả khoa học lần đầu tiên năm 1962.